# Philippe Briand (architecte)
Pour les articles homonymes, voir Philippe Briand et Briand.
Philippe Briand est un architecte naval français. Originaire de La Rochelle, il est installé à Londres.

## Biographie
Il dessine son premier bateau, un quarter-toner appelé Sérénade à l'âge de 16 ans. Durant les années 1970 et 1980, il dessine de nombreux half-tonners et tonners, répondant aux jauges IOR. Il remporte la One Ton Cup en 1986 sur l'une de ses réalisations, en 1984,.
Architecte reconnu, il conçoit les bateaux des défis français pour la coupe de l'America de 1987 à 1995, French Kiss, Ville de Paris (dont F1, le premier Class America) et France 2-3,.
Philippe Briand a également dessiné Fleury-Michon X pour Philippe Poupon, pour le Vendée Globe 1989-1990.
Il dessine désormais des « superyachts », des navires de luxe à voile ou à moteur. Parmi ceux-ci figurent Mari-Cha III, détenteur du record de la traversée de l'Atlantique en monocoque en 8 jours, 23 heures, 59 minutes et 17 secondes de 1998 à 2001, et Mari-Cha IV, détenteur du même record depuis 2003 en 6 jours, 17 heures, 52 minutes et 39 secondes.